# Severnyj (Adighezia)
Severnyj (in lingua russa Северный) è un centro abitato dell'Adighezia, situato nel Majkop. La popolazione era di 1.268 abitanti al dicembre 2018. Ci sono 51 strade.